# Crassostrea aequatorialis
Crassostrea aequatorialis is een tweekleppigensoort uit de familie van de Ostreidae. De wetenschappelijke naam van de soort is voor het eerst geldig gepubliceerd in 1846 door d'Orbigny.